# لاریسا بلوکون
لاریسا بلوکون (به روسی: Лариса Юрьевна Белоконь) زادهٔ ۱۹۶۴ میلادی شناگر اهل روسیه است.